# Сезонът на платиката
Сезонът на платиката (на полски: Sezon na leszcza) e полски биографичен филм от 2000 година на режисьора Богуслав Линда.

## Сюжет
Внимание:  Текстът по-долу разкрива сюжета на произведението (или части от него)!
Филмът проследява преплитането на съдбите на двойка млади хора (в ролите Анна Пшибилска и Габриел Флешар) и полицията (Богуслав Линда). Ляска и Фигляж правят банков обир и се опитват да избягат с парите в чужбина. По време на бягството открадват стар Мерцедес, за да сменят колата. Скоро откриват, че на задната седалка спи момче на три години. Те решават да се грижат за детето. Бягството е сложно. Полицаят има семейни проблеми със съпругата си Вьола…

## Актьорски състав
- Богуслав Линда – Полицай
- Марян Дженджел – Мруз
- Анна Пшибилска – Ляска
- Габриел Флешар – Фигляж
- Давид Лепковски – Мали
- Едита Олшувка – Вьола
- Роберт Гонера – любовник на Виола
- Зигмунт Белявски – филателист